# 国家公務員共済組合法
国家公務員共済組合法（こっかこうむいんきょうさいくみあいほう、昭和33年5月1日法律第128号）は、国家公務員の病気、負傷、出産、休業、災害、退職、障害もしくは死亡またはその被扶養者の病気、負傷、出産、死亡もしくは災害に関して適切な給付を行うため、相互救済を目的とする共済組合の制度を設け、その行うこれらの給付および福祉事業に関して必要な事項を定め、もって国家公務員およびその遺族の生活の安定と福祉の向上に寄与するとともに、公務の能率的運営に資することに関する法律である。

## 沿革
- 1948年（昭和23年）6月30日 - 「国家公務員共済組合法」（昭和23年法律第69号）公布、翌日施行（以下「旧法」という。）
- 1958年（昭和33年）5月1日 - 旧法を全部改正する形で同名の「国家公務員共済組合法」（昭和33年法律第128号）公布、一部を除き同年7月1日施行
- 1984年（昭和59年）4月1日 - 「国家公務員等共済組合法」へ題名改正
  - 公共企業体職員等共済組合法を廃止し、制度を統合したことによる改題
- 1997年（平成9年）4月1日 - 「国家公務員共済組合法」へ題名改正
  - 旧3公社が民営化後も共済組合制度を残存していたものを廃止したことによる改題

## 構成
- 第1章 総則（第1条・第2条）
- 第2章 組合及び連合会
  - 第1節 組合（第3条―第20条）
  - 第2節 連合会（第21条―第36条）
- 第3章 組合員（第37条・第38条）
- 第4章 給付
  - 第1節 通則（第39条―第49条）
  - 第2節 短期給付
    - 第1款 通則（第50条―第53条）
    - 第2款 保健給付（第54条―第65条）
    - 第3款 休業給付（第66条―第69条）
    - 第4款 災害給付（第70条・第71条）

  - 第3節 長期給付
    - 第1款 通則（第72条）
    - 第2款 厚生年金保険給付（第73条）
    - 第3款 退職等年金給付
      - 第1目 通則（第74条―第75条の10）
      - 第2目 退職年金（第76条―第82条）
      - 第3目 公務障害年金（第83条―第88条）
      - 第4目 公務遺族年金（第89条―第93条）

  - 第4節 給付の制限（第94条―第97条）
- 第5章 福祉事業（第98条）
- 第6章 費用の負担（第99条―第102条）
- 第6章の2 地方公務員共済組合連合会に対する財政調整拠出金（第102条の2―第102条の5）
- 第7章 審査請求（第103条―第110条）
- 第8章 雑則（第111条―第127条）
- 第9章 罰則（第127条の2―第131条）
- 附則